# 4450 판
4450 판(4450 Pan)은 1987년 9월 25일에 발견된 소행성으로, 발견자는 유진 슈메이커와 캐롤린 슈메이커이다. 4450 판의 공전 궤도는 금성, 화성, 지구와 교차한다. 판은 위 세 행성과 100만 킬로미터 이내 거리까지 접근하며, 수성과는 200만 킬로미터 거리 이내까지 접근한다.